# Szakcs
Szakcs község Tolna vármegyében, a Dombóvári járásban.

## Fekvése
Dombóvártól 21 kilométerre északra helyezkedik el, legkönnyebben a 61-es főútról Kocsolánál letérve, az Igal felé vezető 6507-es úton közelíthető meg.

## Története
A település már az római korban lakott volt, Szakcs határában terült el az Iovia nevű település.
A korábban csak írott forrásokból ismert város első nyomait az 1890-es években fedezték fel, a Szakcs lakott területétől délre eső, ma Felsőleperd–Gölösi-malom néven nyilvántartott régészeti lelőhelyen; 2000-ben légi felvételek elemzésével azonosították a mintegy 600 x 600 méteres területen elhelyezkedő települést, majd az első komolyabb ásatások 2016-ban kezdődtek.
A több mint ezer lakosú község, valószínűleg az Árpád-korban is lakott volt. Neve írásos emlékben 1348-ban jelenik meg először. A 18. században mezővárosi rangú település volt, kiemelkedő fazekassággal.

## Közélete

### Polgármesterei
- 1990–1994: Nagy János (független)[8]
- 1994–1998: Nagy János (független)[9]
- 1998–2000: Rohoncziné dr. Apáti Szilvia (független)[10]
- 2000–2002: Braun Attila (független)[11][12]
- 2002–2006: Récsei Gábor (független)[13]
- 2006–2010: Récsei Gábor (független)[14]
- 2010–2014: Braun Attila (független)[15]
- 2014–2019: Récsei Gábor (független)[16]
- 2019–2024: Récsei Gábor (független)[17]
- 2024– : Buzsáki Norbert (független)[1]

A településen 2000. szeptember 3-án időközi polgármester-választást tartottak, az előző polgármester lemondása miatt.

## Népesség
A település népességének változása:
| Lakosok száma | 880  | 875  | 853  | 780  | 770  | 768  | 735  |
|               | 2013 | 2014 | 2015 | 2021 | 2022 | 2023 | 2024 |

A 2011-es népszámlálás során a lakosok 86,5%-a magyarnak, 11,3% cigánynak, 0,8% németnek mondta magát (13,1% nem nyilatkozott; a kettős identitások miatt a végösszeg nagyobb lehet 100%-nál). A vallási megoszlás a következő volt: római katolikus 70,7%, református 3,7%, evangélikus 0,1%, görögkatolikus 0,2%, felekezeten kívüli 6,7% (18,5% nem nyilatkozott).
2022-ben a lakosság 92,3%-a vallotta magát magyarnak, 6,4% cigánynak, 1,3% németnek, 0,1% lengyelnek, 2,1% egyéb, nem hazai nemzetiségűnek (6,8% nem nyilatkozott; a kettős identitások miatt a végösszeg nagyobb lehet 100%-nál). Vallásuk szerint 57,7% volt római katolikus, 3,5% református, 0,3% evangélikus, 1,9% egyéb keresztény, 1,2% egyéb katolikus, 10,3% felekezeten kívüli (25,2% nem válaszolt).

## Nevezetességei
Műemléki védelem alatt áll a település római katolikus temploma. A középkori templomot a török hódoltság során, 1544-ben felgyújtották, később a maradványok felhasználásával barokk stílusban épült újjá, tornyát 1810-ben emelték. A temető és a főutca közötti részen már a 18. században is meglévő Golgota-szoborcsoport látható.
Az öreg-hegyi pincesoron ugyancsak műemléki védelmet élvez a vert falú, nádtetős présházak egyike.